# Thomas Henry Ismay
Pour les articles homonymes, voir Ismay.
Thomas Henry Ismay (7 janvier 1837 - 23 novembre 1899) est le fondateur de l'Oceanic Steam Navigation Company, plus généralement appelée White Star Line. Son fils est Joseph Bruce Ismay qui voyagea sur le Titanic, et fut rescapé, en 1912.

## Biographie

### Jeunesse
Thomas Ismay est né le 7 janvier 1837, dans un petit cottage de la ville de Maryport dans l'Angleterre du Nord-Ouest. Quelque temps après la naissance de Thomas, son père, Thomas Ismay, se lança dans l'industrie du bois, et de construction et démolition de navires. Il acheta des parts dans cinq navires qui quittaient régulièrement Maryport. Quand le jeune homme avait 6 ans, les Ismay déménagèrent dans une plus grande maison à Grasslot (Maryport). Cette maison a pour nom « The Ropery », de rope, la corde (en référence aux nombreuses cordes utilisées sur le port devant la maison. Elle se trouve près du chantier naval de ses grands parents où il trouva son premier emploi. Il passa donc une grande partie de sa jeunesse dans le port et y apprit de nombreuses choses sur la mer et la navigation. Sa tendance à chiquer du tabac lui octroya le surnom de « Baccy Ismay ». 
À 12 ans, il est envoyé au lycée de Brampton. Cette école était l'une des meilleures de la région. À 16 ans, Thomas quitta l'école et commença son apprentissage chez les démolisseurs Imrie à Tomlinson, Liverpool. Son apprentissage terminé, il décida de partir en mer pour gagner de l'expérience. De retour en Angleterre, il fonda sa propre affaire en partenariat avec Philip Nelson qui était un ami de son père. Cependant, leur partenariat ne dura pas longtemps, car Philip, en capitaine à la retraite, croyait aux vieux navires en bois tandis que Thomas considérait que le futur résidait dans l'acier. En 1867, Ismay acquit la White Star Line pour 1 000 £. Le 7 avril 1859, Thomas épousa Margareth Bruce.

### À la tête de la White Star
Pendant ces années, il entreprit plusieurs grands travaux. En 1882, il fit construire une résidence privée à Thurstaton. La propriété fut nommée Dawpool et, à la mort de sa veuve en 1907, leurs deux fils refusèrent de l'habiter. Elle devint finalement un hôpital pendant la Première Guerre mondiale. Ayant des parts dans l’Asiatic Steam Navigation Company, Ismay voyagea avec son ami Gustav Wolff (fondateur du chantier naval portant son nom) en Europe et en Égypte.
En 1870, Ismay commanda quatre navires, l'Oceanic, le Republic, le Baltic et l’Atlantic qui posèrent les bases de la politique de la compagnie. C'est également sous sa direction que furent construits le Teutonic et le Majestic qui sont les derniers navires de la White Star Line à avoir remporté le Ruban bleu. En 1899, il lance la construction d'un paquebot aux proportions inégalées à l'époque : l’Oceanic.

### Décès
Peu après le lancement de l’Oceanic le 14 janvier 1899, Thomas Ismay commença à se plaindre de douleurs à la poitrine. Comme sa vie avait été très remplie et qu'il n'avait presque jamais été malade, son docteur prit ces douleurs très au sérieux. Sa condition se détériora lentement et la construction des sister-ship de l’Oceanic fut reportée. En mars, sa santé commença à s'améliorer, et lui et son épouse allèrent à Windermere où il retomba malade. Margareth appela un médecin qui donna à son mari une dose de morphine. Après six jours, se sentant mieux, il rentra à Dawpool. Pendant six semaines, ses douleurs se firent de plus en plus violentes. Le médecin diagnostiqua un calcul biliaire. Le 26 avril, Ismay se sentait assez bien pour travailler, mais en août, il s'effondra et resta au lit. Le 31 août, une opération fut pratiquée pour améliorer sa condition, mais ce fut un échec et une seconde fut nécessaire le 4 septembre. Le lendemain, il demanda à ses filles de partir en voyage sur l’Oceanic pendant qu'il parlait à sa femme. Il lui demanda de faire en sorte que l'église locale prie pour lui. Le 13 septembre, Thomas fit une crise cardiaque. Sa condition continua à empirer et le 23 novembre, il décéda à 6 h 05. Sa femme ne s'en remit jamais entièrement et mourut sept ans plus tard.